# 2,4-Динитрохлорбензол
2,4-Динитрохлорбензол — жёлтые ромбические кристаллы с запахом миндаля.

## Получение
2,4-Динитрохлорбензол получают нитрованием хлорбензола в олеуме с выходом 90 %. Аналогичных результатов можно добиться с использованием моногидрата вместо олеума.
Также может быть получен хлорированием м-динитробензола, нитрованием 2-нитрохлорбензола или 4-нитрохлорбензола.

## Применение
Является промежуточным продуктом при производстве пикриновой кислоты. Легко гидролизуется кипячением в водном растворе соды с образованием 2,4-динитрофенола, который нитруется до пикриновой кислоты.
При конденсации с метиламином даёт 2,4-динитро-N-метиланилин, из которого при помощи нитрования получают тетрил.
Применяется для получения 2,4-динитрофторбензола (Sangers Reagenz) по реакции с фтористым калием в нитробензоле при 190—195 °С.
Используется в медицине для определения у пациентов ослабленного иммунитета. Также используется для выведения бородавок.

## Безопасность
Может вызывать контактный дерматит. Способен детонировать.